# ジャック・フィンチャー
ハワード・ケリー・"ジャック"・フィンチャー（Howard Kelly "Jack" Fincher, 1930年12月6日 - 2003年4月10日）は、アメリカ合衆国の脚本家、ジャーナリストである。様々な雑誌や刊行物に寄稿し、『ライフ』誌のサンフランシスコ支局長も務めた。息子は映画監督のデヴィッド・フィンチャーである。

## 生涯
テキサス州ボーナムで母グレース・メイ（旧姓ハッチソン）と父マーリン・ジャクソン・"ジャック"・フィンチャーのあいだに生まれ、オクラホマ州で育った。1949年に高校を卒業後、タルサ大学に2年間通い、そこで『タルサ・ワールド』紙の記者を務めた。その後はアメリカ空軍に入隊した。1960年、彼はサウスダコタ州出身で薬物依存症プログラムで働いていたメンタルヘルスナースのクレア・メイ・ベッチャーと結婚し、後に著名な映画監督となる息子のデヴィッドをもうけた。デヴィッドが2歳の時の1964年、フィンチャー家はコロラド州デンバーからカリフォルニア州サンアンセルモへと移った。当時の彼らの隣人の1人にはジョージ・ルーカスがいた。
フィンチャーはハワード・ヒューズの伝記を執筆し、最終的にその脚本は『アビエイター』となるプロジェクトへと統合された。彼は他にも『The Brain Mystery of Matter and Mind (The Human Body)』も執筆した。彼はさらに脚本家のハーマン・J・マンキーウィッツに関する伝記映画『Mank/マンク』の脚本を書いた。当初は1990年代後半に製作される予定であったが、結局死後の2019年に息子のデヴィッドが撮影を始めるまで実現しなかった。『Mank/マンク』はゲイリー・オールドマンが主演を務め、2020年にNetflixで配信された。
ジャック・フィンチャーは1年に及ぶガンとの戦いの末、2003年4月10日にロサンゼルスで亡くなった。72歳であった。